# Centro de Memória do Corpo de Bombeiros
O Centro de Memória do Corpo de Bombeiros é um museu localizado na cidade de São Paulo, Brasil. Foi criado e inaugurado em 10 de maio de 2005, em comemoração dos 125 anos da instauração da corporação. Ocupa o espaço de um casarão projetado em 1927 por um engenheiro italiano, situado no bairro Vila Mariana, na capital de São Paulo. O museu tem como objetivo conservar o histórico da corporação, através de um acervo, ainda em construção, que conta com reportagens, instrumentos antigos e atuais, vestimentas e outros itens que foram colecionados durante todos esses anos. O público pode acompanhar, portanto, a evolução dos serviços prestados aos paulistas, inclusive em grandes incêndios que atingiram a cidade e tornaram-se famosos, como os ocorridos nos edifícios Grande Avenida, Andraus e Joelma. 
Atualmente, o Centro de Memória tem acesso livre e gratuito para todos os públicos que possuam interesse em acompanhar a trajetória do Corpo de Bombeiros do estado de São Paulo. São recebidas visitas individuais ou em grupo, desde que marcadas com antecedência, uma vez que, tratando-se de um quartel, a disponibilidade de horários pode sofrer alterações.

## História
No ano de 1880, a partir do incêndio responsável por assolar o arquivo do Convento de São Francisco e a biblioteca da Faculdade de Direito, o deputado Ferreira Braga sugeriu a criação de uma Seção de Bombeiros, que seria composta, a princípio, por 20 homens. Após a votação e aprovação da lei, instaurou-se oficialmente na capital o Corpo de Bombeiros de São Paulo, em março do mesmo ano.
O casarão vermelho localizado na capital paulista, projetado por um engenheiro italiano, foi, inicialmente, moradia para a família Caruso. Apenas em 1955, o prédio passou a abrigar o Corpo de Bombeiros, preservando 80% de sua arquitetura primária. O espaço, conservado durante anos, transformou-se em Centro de Memória apenas em 2005, no mesmo dia da oficialização do Corpo de Bombeiros, 125 anos depois.
Com o desejo de condicionar a densa história da corporação, o museu abre suas portas para a observação de diversos itens utilizados pelos profissionais desde o início. Dispondo de salas temáticas, cada uma dessas áreas conta uma história para o público, que pode acompanhar de perto as mudanças ocorridas nas estratégias dos bombeiros ao longo dos anos, assim como a modernização de seus equipamentos e trajes.

## Acervo
O acervo existente no museu conta com 170 peças que estavam espalhadas pelo estado, doadas pelo Comando de Bombeiros, pelas próprias unidades e até por coleções particulares. Entre os objetos exibidos, estão aparelhos antigos, como um escafandro utilizado na década de 70 em salvamentos que exigiam mergulhos, além de réplicas de barcos usados para atender às ocorrências no litoral paulista e um grande extintor de incêndio de metal. O que chama a atenção são as diversas fotografias que marcam momentos importantes para a corporação, como os incêndios conhecidos que ocorreram em edifícios como o Andraus (24 de fevereiro de 1972), o Grande Avenida (14 de fevereiro de 1981) e o Joelma (1º de fevereiro de 1974), assim como imagens que retratam a entrada efetiva da figura feminina no Corpo de Bombeiros, fato que se concretizou apenas em 1991.

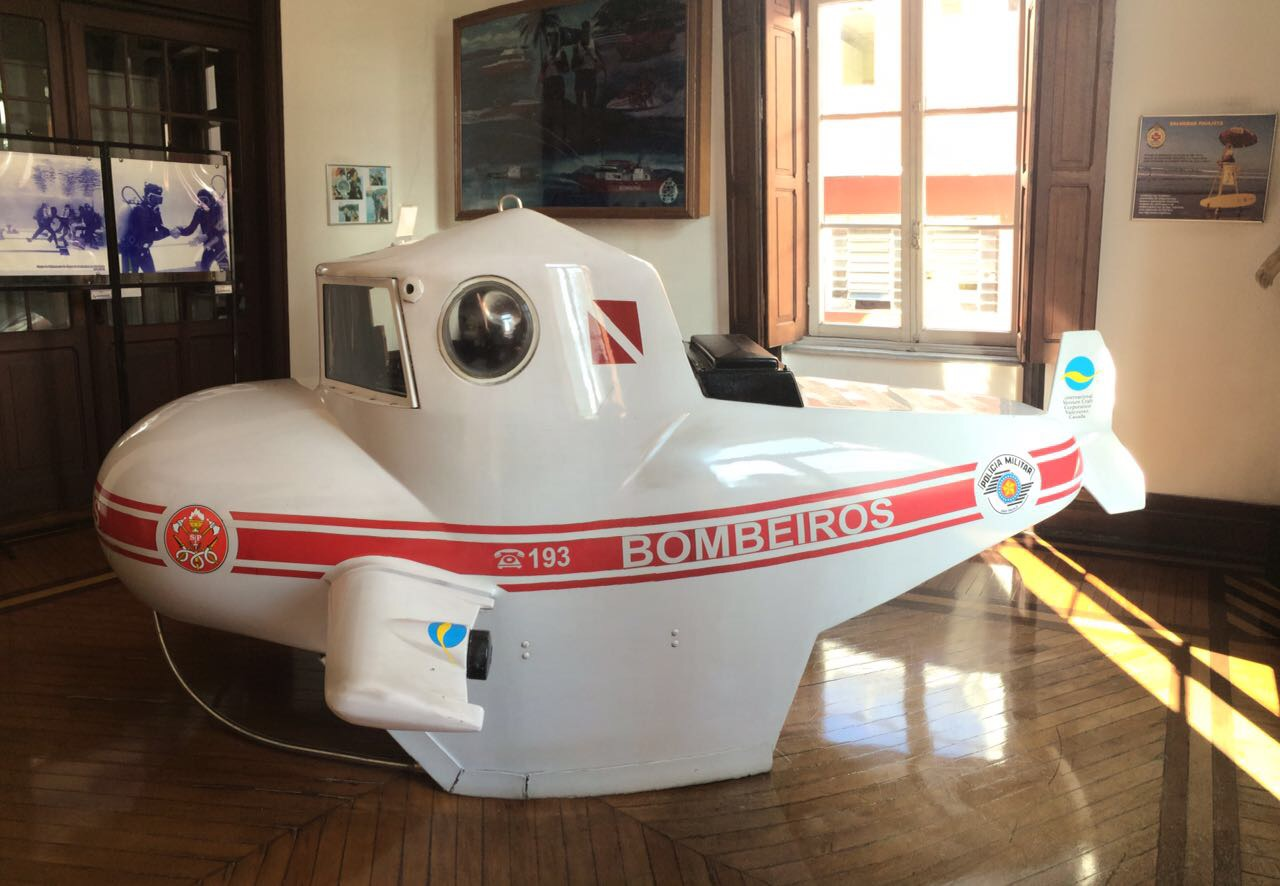
Réplica de um submarino

Logo na entrada, pode-se avistar a exibição de um carro-pipa movido a tração, utilizado até a década de 20, que carregava até 360 litros de água. Insígnias, réplicas de caminhões e automóveis, capacetes e quepes também são alguns dos objetos contidos no acervo, diferenciando-se pelos diversos modelos utilizados em todo o mundo. Em um dos corredores, está localizada a biblioteca do Centro de Memória, que apresenta mais de 500 artigos literários, contendo apostilas de diferentes épocas, registros de ocorrências, reportagens e manuais de salvamento, estando disponíveis para observação e consulta. Uma das salas do museu realiza projeções de curta-metragem e filmes sobre o Corpo de Bombeiros.
A evolução da comunicação também é mostrada, desde antes da existência do Corpo de Bombeiros, época em que os incêndios eram avisados através de sinos, fazendo com que guardas da cidade e a população realizassem os resgates, até o surgimento do serviço 193. No meio desse processo, foram utilizadas caixas de som e telefones comuns, expostos no museu.

## Estado atual

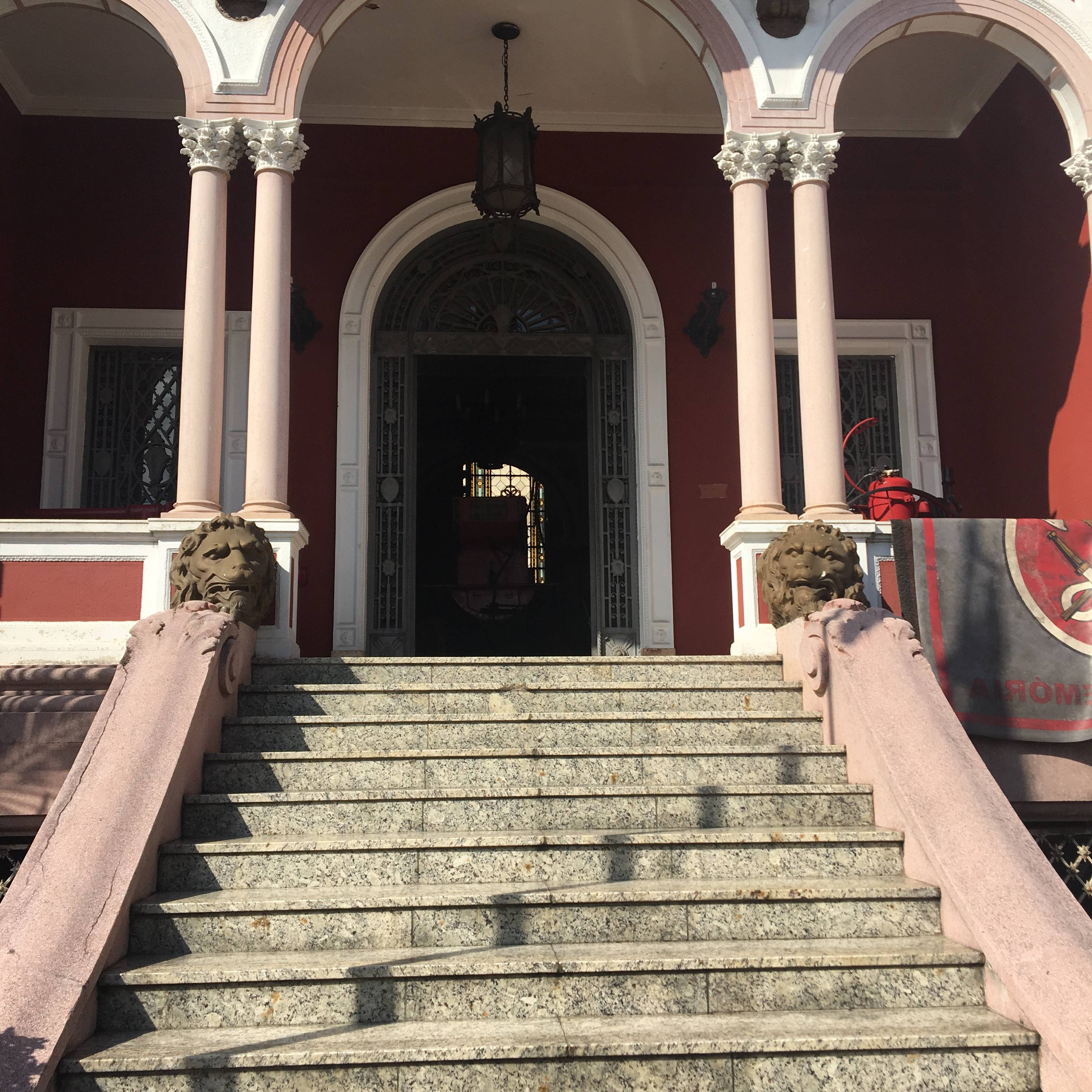
Detalhes da entrada do museu

Atualmente, o museu recebe gratuitamente pessoas de todas as faixas etárias, sobretudo crianças, que em grande parte, realizam visitas em grupos. Em média, são feitas 200 visitas grupais por mês, que são controladas através do agendamento, feito primeiramente pelo e-mail do Centro, ou por telefone. Em seguida, o solicitante será instruído para prosseguir com sua reserva, caso tenha formado um grupo de 10 a 30 pessoas. O funcionamento ocorre de segunda-feira a sábado, das 8h às 12h e das 14h às 18h, horários sujeitos a modificação.

### Projetos sociais
O projeto S.O.S Bombeiros procura resgatar o direito de cidadania de crianças na faixa etária de 10 a 14 anos, que possuem conflitos familiares e uma renda mensal de até dois salários mínimos. O intuito desse projeto é exibir, em uma das salas do museu, obras de arte dessas crianças, como desenho de bonecos que contam histórias. Participam como voluntários professores, psicólogos e a ONG Instituto Mensageiros.

## Galeria

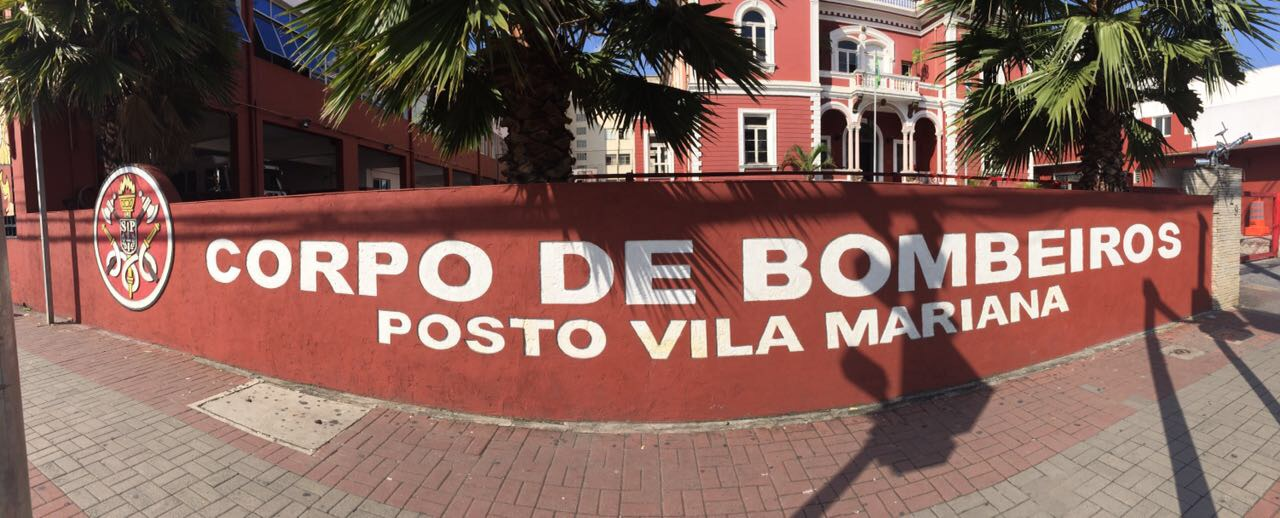
Fachada do Centro de Memória
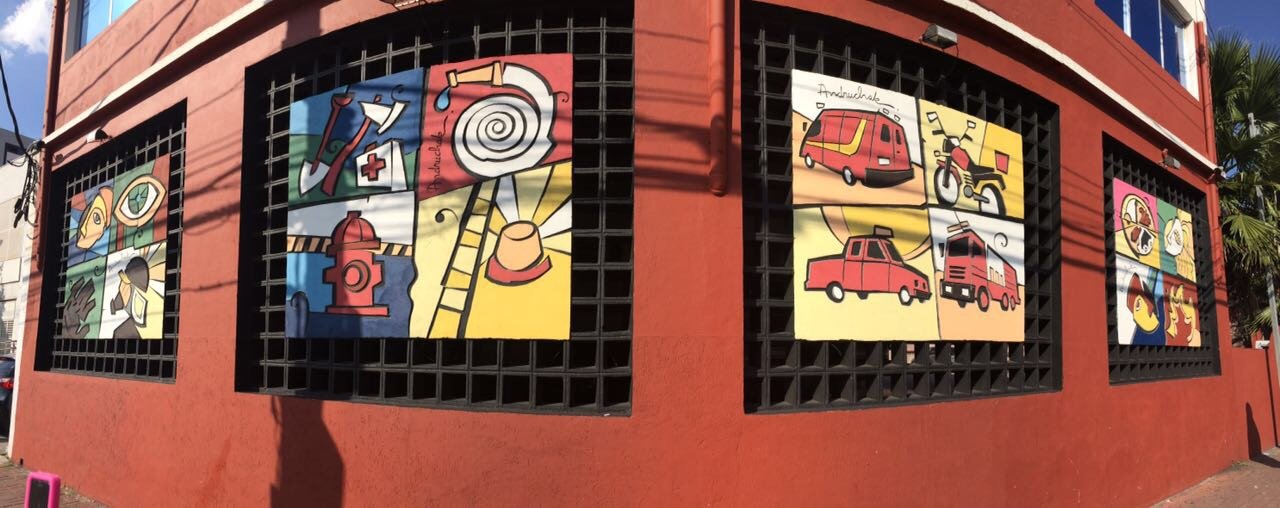
Obra de arte na fachada
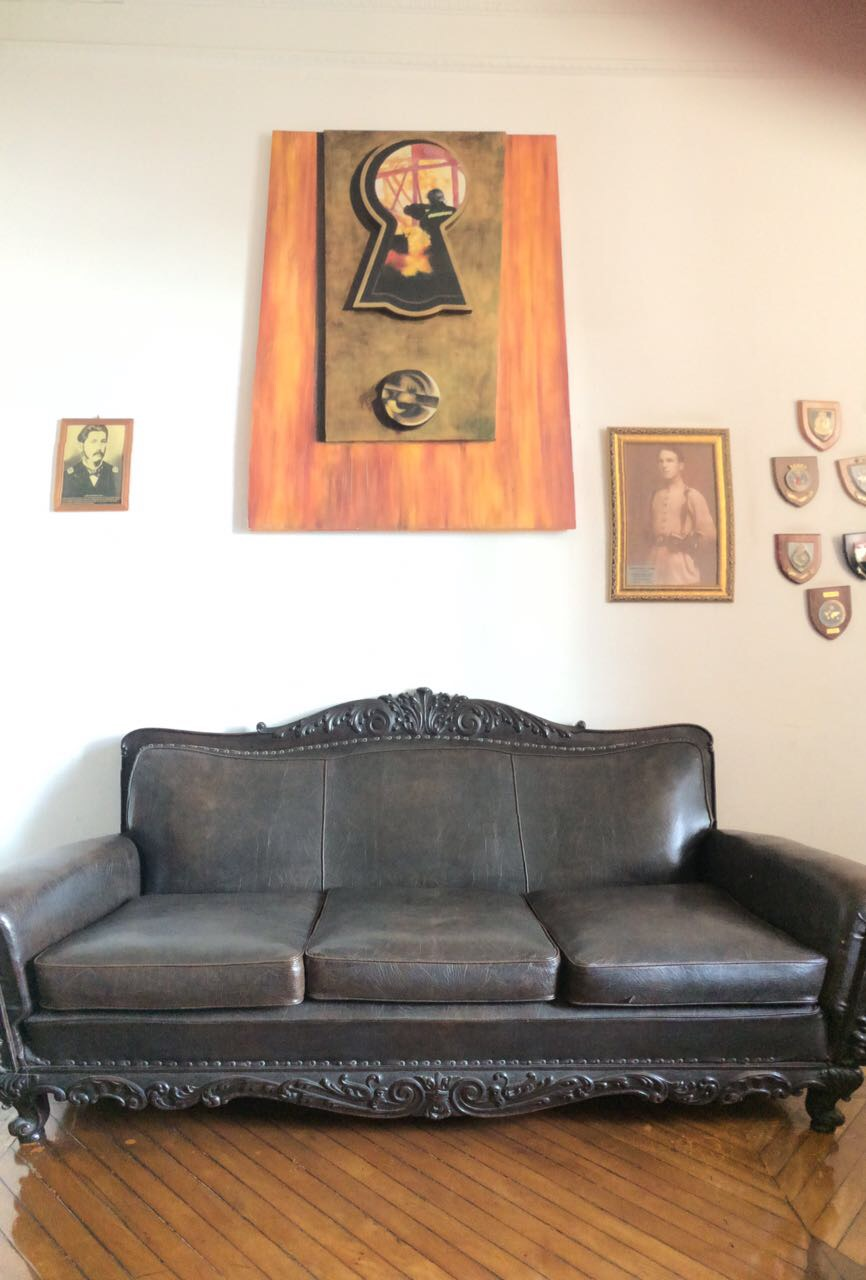
Sala temática do museu
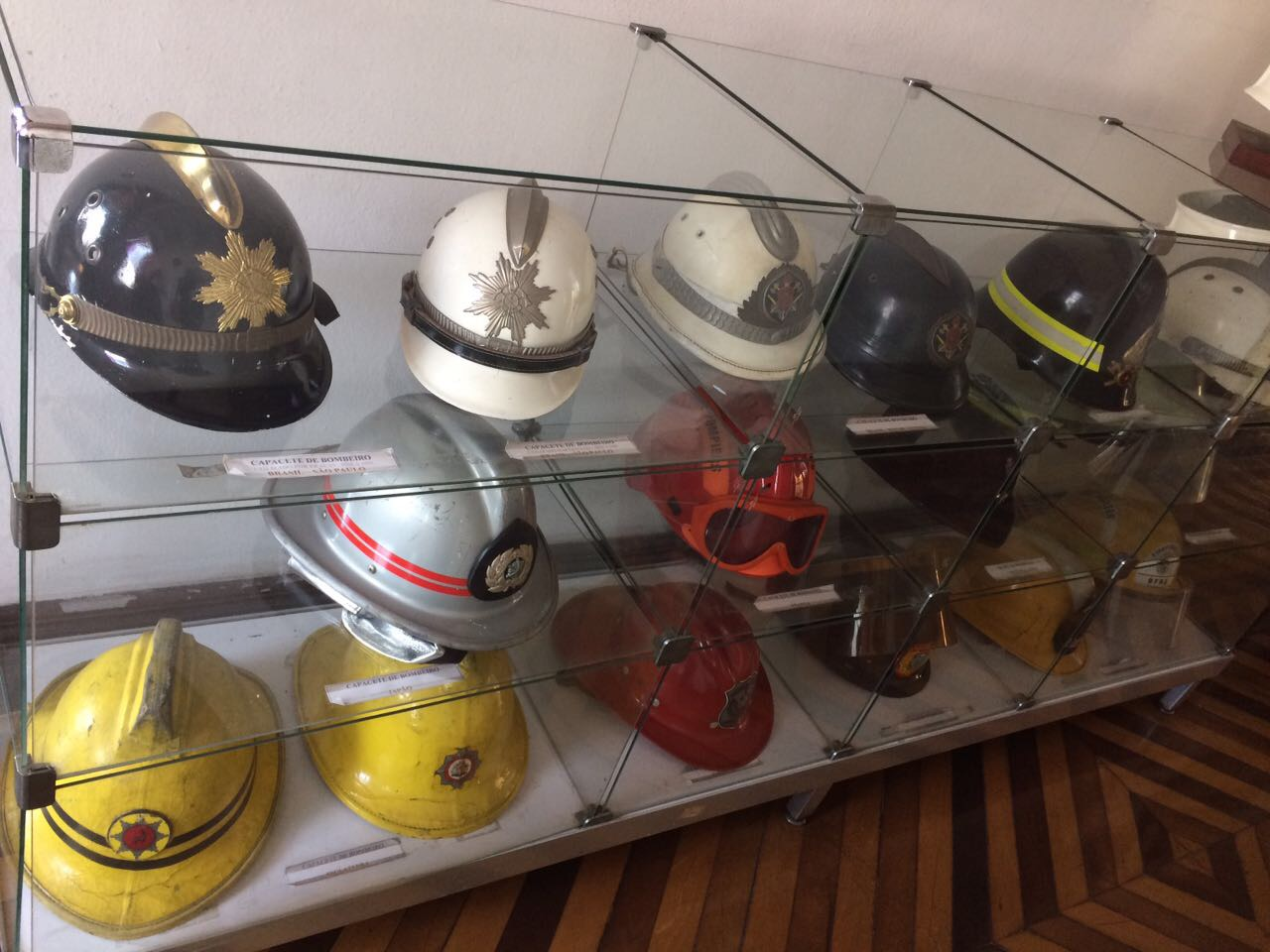
Capacetes antigos e modernos de todo o mundo
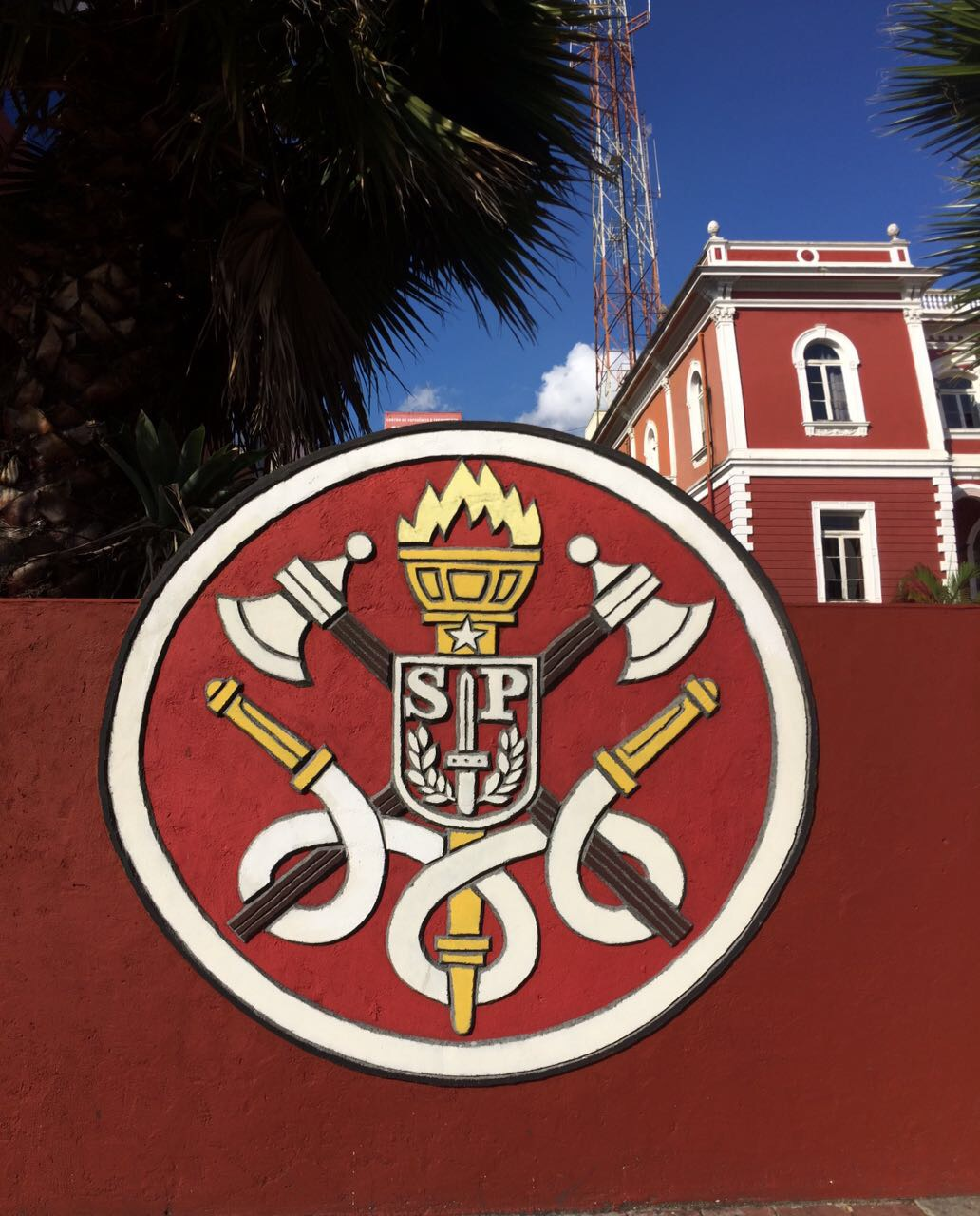
Brasão oficial do Corpo de Bombeiros de São Paulo
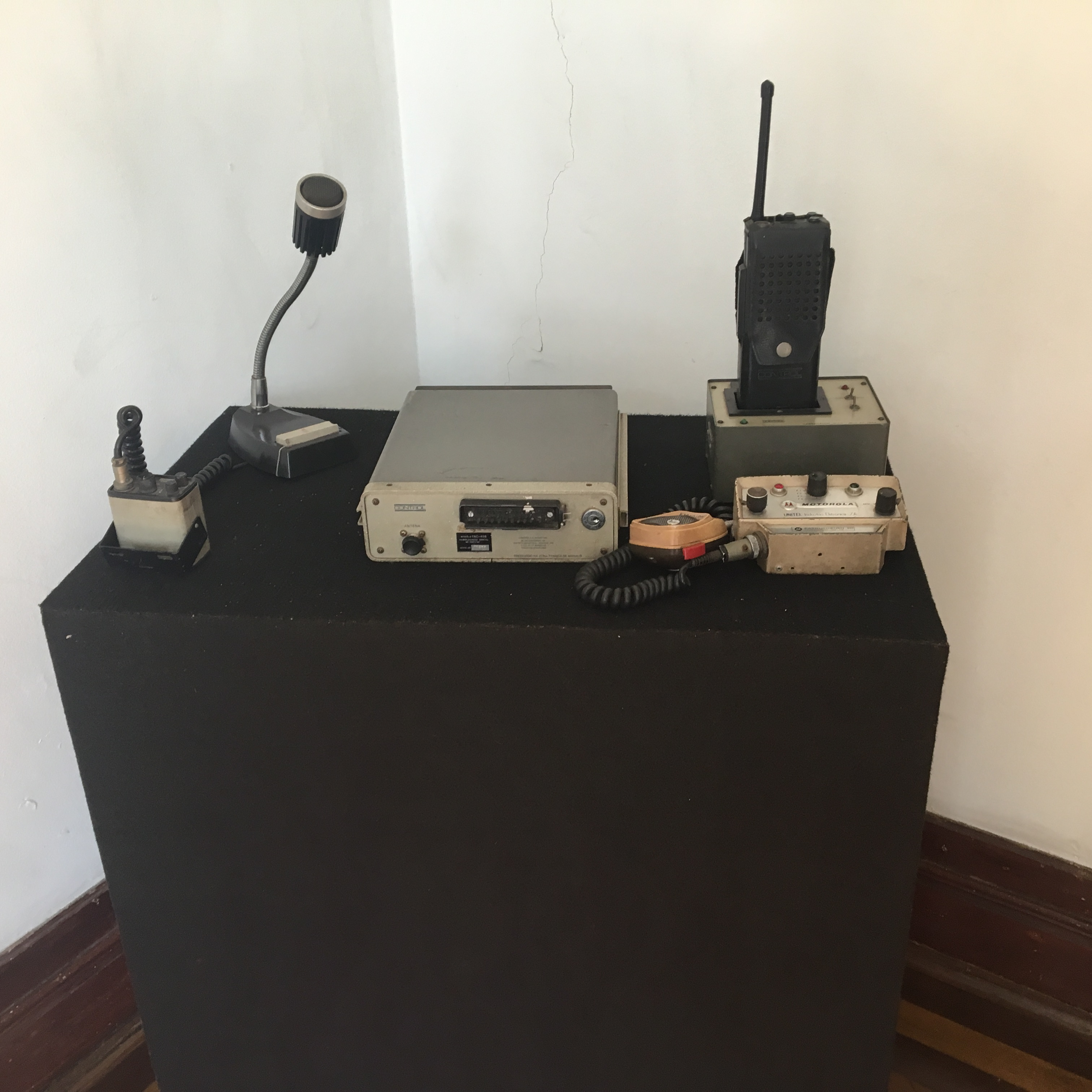
Instrumentos de comunicação
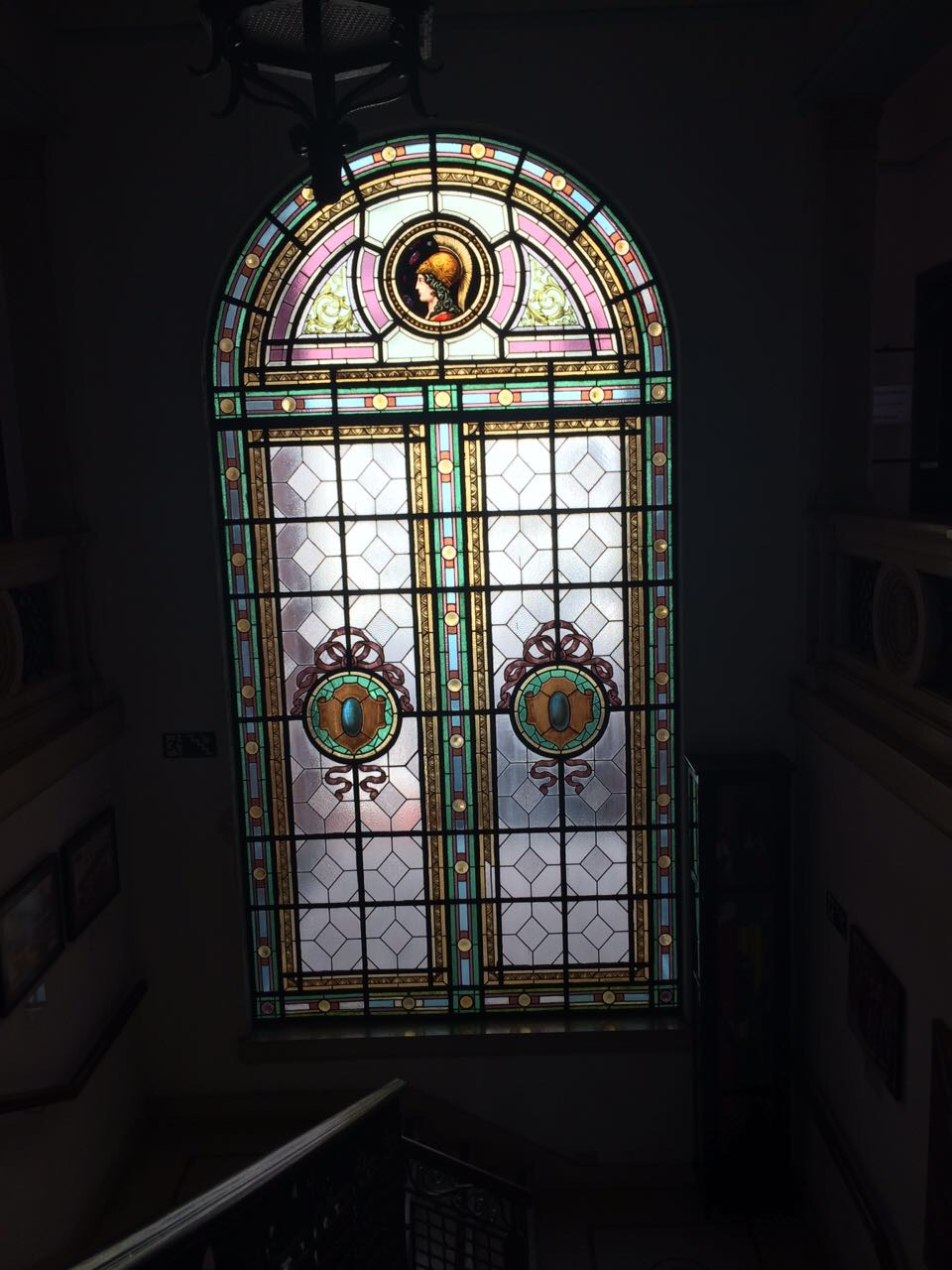
Vitral situado na escadaria do museu